# Gabrielle Ray
Gabrielle Ray, nascida Gabrielle Elizabeth Clifford Cook (Stockport, 28 de abril de 1883 – Egham, 21 de maio de 1973) foi uma atriz de teatro, bailarina e cantora, conhecida por seus papéis em comédias musicais eduardianas. Era considerada a mais bela atriz do teatro londrino e se tornou umas das mulheres mais fotografadas do mundo. Na primeira década do século XX, ela consolidou a carreira no teatro musical. Após um casamento infeliz, porém, ela nunca mais recobrou a fama que tinha. Acabou passando seus últimos anos em um hospital psiquiátrico.

## Biografia
Gabrielle nasceu em Stockport, na região de Manchester, em 1883. Era a quarta filha de William Austin Cook, comerciante de ferro e oficial da corte de Cheshire e sua esposa Anne Maria Elizabeth. Com apenas dez anos, subiu ao palco pela primeira vez, em 1893, em uma produção de "Miami", o Princess's Theatre, em Londres. Foi descoberta por uma importante empresário teatral em 1903, George Edwardes, o que a lançou ao estrelato.

## Casamento
Em 1912, Gabrielle anuncia sua aposentadoria dos palcos para se casar com Eric Loder. Porém, o casamento foi extremamente infeliz, seguido de um divórcio, o que abalou Gabrielle mentalmente. Em 1915, ela tentou retornar ao estrelato e voltou aos palcos com o musical Betty, no Gaiety Theatre e no ano seguinte em Flying Colours, no Hipódromo de Londres. Estas foram suas últimas aparições nos palcos do West End e nos dez anos seguintes ela faria algumas participações em caravanas teatrais e peças menores, deixando o palco em definitivo em 1924.

## Últimos anos e morte
Com o fim da carreira, Gabrielle lutou contra a depressão e o alcoolismo. Em 1936, depois de um colapso, ela foi internada em um hospital psiquiátrico, de onde nunca mais saiu e onde morou por 40 anos. Gabrielle Ray faleceu em 21 de maio de 1973, no Sanatório Holloway, em Egham, Surrey, aos 90 anos.